# بلندکننده پریوست
بلندکننده پریوست استخوان (به انگلیسی: periosteal elevator) یک ابزار فلزی سنگین است با انتهای نازک، ظریف و تیز است که برای بلند کردن ضریع از استخوان قبل از کار بر روی استخوان در اعمال جراحی ارتوپدی مورد استفاده قرار می‌گیرد.

الویتورهای پریوست به‌طور رایج برای بلند کردن تمام ضخامت فلپ از بافت نرم مورد استفاده قرار می‌گیرد. از این ابزار باید به دقت مراقبت شود تا کند نشود در غیر این صورت ریزش فلپ رخ می‌دهد.
رایج‌ترین نوع مورد استفاده  دو سر یا دابل اند (double ended) می‌باشد. ولی انواع دیگری نیز از آن در دسترس است از جمله نوع  Fedi، Ochsenbein chisels.